# ムラデン・セクララッチ
ムラデン・シェクララツ（セルビア語: Младен Шекуларац, ラテン文字転写: Mladen Šekularac、1981年1月29日 - ）は、モンテネグロの元男子プロバスケットボール選手。ユーゴスラビア連邦モンテネグロ社会主義共和国バール出身。ポジションはスモールフォワード。203cm、103kg。